# Mary Agnes Moore
Mary Agnes Moore (23 de julio de 1890 – 3 de febrero de 1919) fue una actriz estadounidense de origen irlandés del cine mudo, perteneciente a una familia de actores de cine.

## Primeros años y educación
Moore nació en County Meath, Irlanda, hija de Rosanna Moore. Emigró a Estados Unidos con sus hermanos y su madre viuda en 1896. Sus hermanos Tom, Owen, Matt y Joe también fueron actores de cine mudo. Sus cuñadas también fueron actrices, entre ellas Grace Cunard, Alice Joyce y Mary Pickford durante su vida.

## Carrera
Moore fue actriz en películas mudas, en papeles en Lena Rivers (1914), The Mad Mountaineer (1914),The Adventure at Briarcliff (1915), Prohibition (1915), The Stubbornness of Geraldine (1915), Under Southern Skies (1915), The Meddler (1915), The Great Divide (1915), A Million a Minute (1916), Without a Soul (1916), The Unconventional Girl (1916), Weighed in the Balance (1916), Ignorance (1916), The Warfare of the Flesh (1917), y Miss Deception (1917). También fue guionista de películas. Se asoció con la productora de Francis X. Bushman en 1916, y con la productora "Transgressor" de Edward Warren en 1917.
Moore fue a Francia como voluntaria de la Cruz Roja Americana durante la Primera Guerra Mundial.

## Muerte
Moore murió en Tours, Francia, en febrero de 1919, a los 28 años, de neumonía durante la pandemia de gripe. Fue enterrada temporalmente con honores militares en Tours. En 1922 sus restos fueron reinhumados en el Oise-Aisne American Cemetery and Memorial.